# Yngve Sebastian
Yngve Sebastian (Scebastian), egentligen Yngve Sebastian Olsson, född 18 december 1921 i Oppmanna socken, Kristianstads län, död 4 september 2003 i Malmö, var en svensk målare, tecknare och grafiker.
Han var son till tjänstemannen Ernst Th. Ohlsson och Hanna Nordgren och från 1950 gift med Aase Lillian Enche. Sebastian studerade konst vid Marie Wadskjærs målarskola 1948 och vid Académie de la Grande Chaumière i Paris och Amsterdam 1950. I början av 1950-talet målade han i en starkt begränsad färgskala huvudsakligen med svart och vit färg i en stil som påminde om Roland Kempe men senare kom hans färgval att omsluta alla kulörer. Tillsammans med Bengt G Pettersson ställde han ut på Guldborgs konstsalong i Köpenhamn 1950 och tillsammans med Kerstin Andræ på Galleri Brinken 1954 samt tillsammans med Grupp K ställde han ut i Helsingborg, Växjö och på Malmö museum. Separat ställde han bland annat ut på Sturegalleriet i Stockholm. Han medverkade i några av Skånes konstförenings höstsalonger och Helsingborgs konstförenings vårutställningar i Helsingborg samt Nationalmuseums Unga tecknare och utställningen Då och nu Svensk grafik 1600–1959 som visades på Liljevalchs konsthall 1959. Han medverkade i samlingsutställningar arrangerade av Föreningen Graphicas i Lund och Liljevalchs Stockholmssalonger. Bland hans offentliga arbeten märks tre nonfigurativa blyfönster för Helgeandskyrkan i Malmö och entréutsmyckningar i bostadsområdet Rosengård med olikfärgade arkitekturglas infällda i betongskärmar. Tillsammans med AW Ekelund och Bengt G Pettersson gav han ut en träsnittsmapp under gruppnamnet Grupp K 1954. Som illustratör medarbetade han i Svenska Dagbladet, Sydsvenska Dagbladet och Röster i radio. Hans konst består av stilleben, porträtt, figurkompositioner, geometriska mönster, och ett nonfigurativt måleri. Sebastian är representerad vid Moderna museet och Helsingborgs museum.